# Panela de pressão

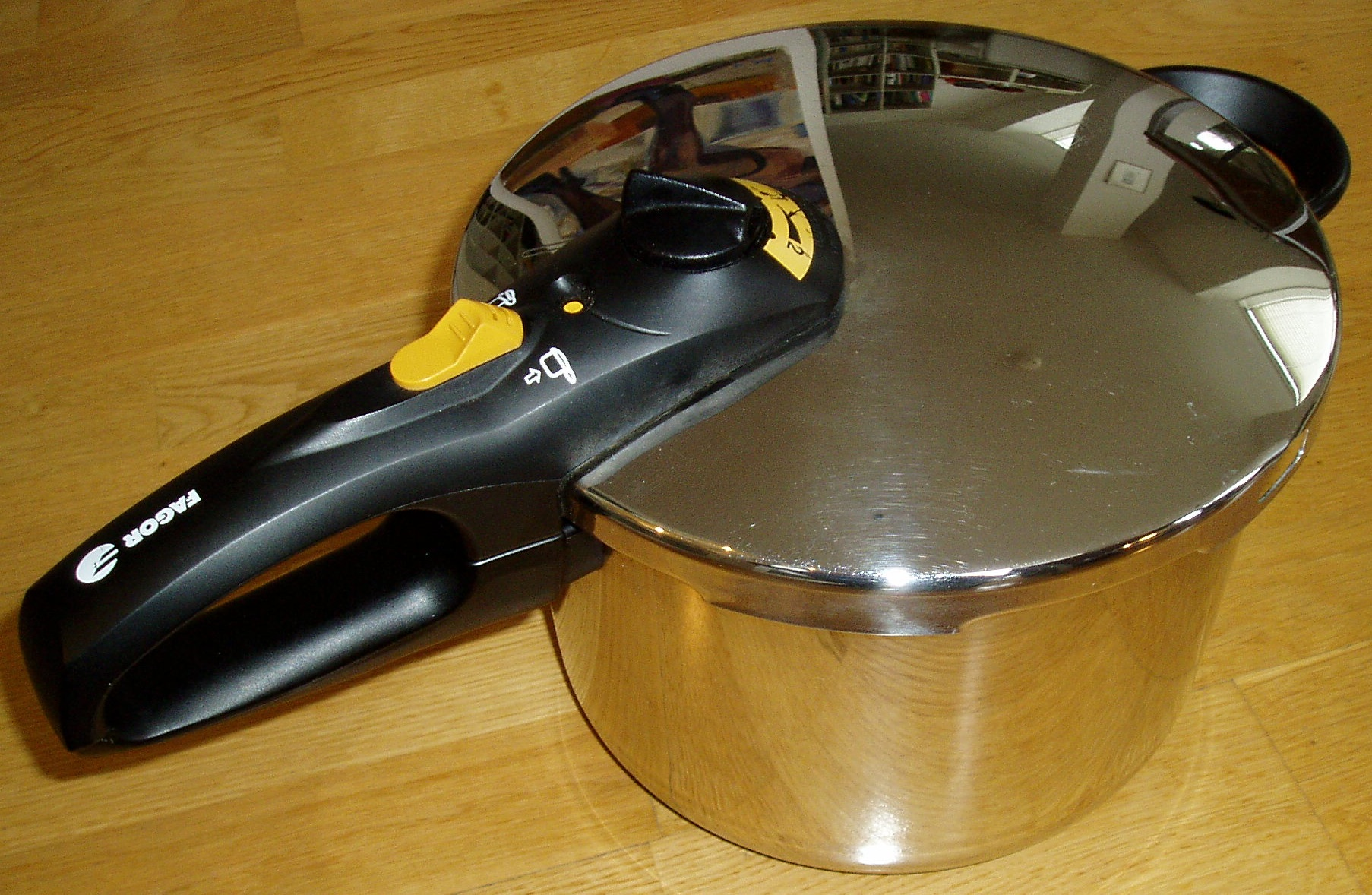
Uma panela de pressão moderna.

A panela de pressão é um recipiente na qual os alimentos são cozidos em temperaturas acima do ponto de ebulição da água (100ºC) à pressão ambiente, possibilitando um tempo de cozimento reduzido.

## História
A primeira panela de pressão foi inventada pelo físico francês Denis Papin em 1679, e foi chamada inicialmente de Marmita de Papin ou Digestor de Papin. Com ela, Papin pôde demonstrar que o aumento de pressão sobre um líquido faz elevar a sua temperatura de ebulição, baseado na lei de Boyle-Mariotte.

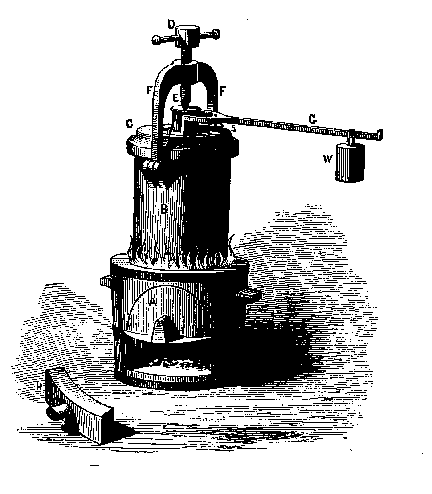
Ilustração do Digestor de Papin (1679).

A Marmita de Papin servia inicialmente como instrumento científico usado na física experimental e era composto de um cilindro de ferro e um segundo cilindro de bronze hermeticamente fechado, através de uma tampa circular de bronze.
No final do século XVIII, o governo francês incentivava o consumo de tutano de ossos como uma maneira de melhorar a comida para os pobres e para o exército. A Marmita de Papin era usada para amolecer os ossos e extrair o caldo nutritivo que seria consumido. Essa política foi abandonada pouco tempo depois por causa do gosto desagradável da sopa de ossos.

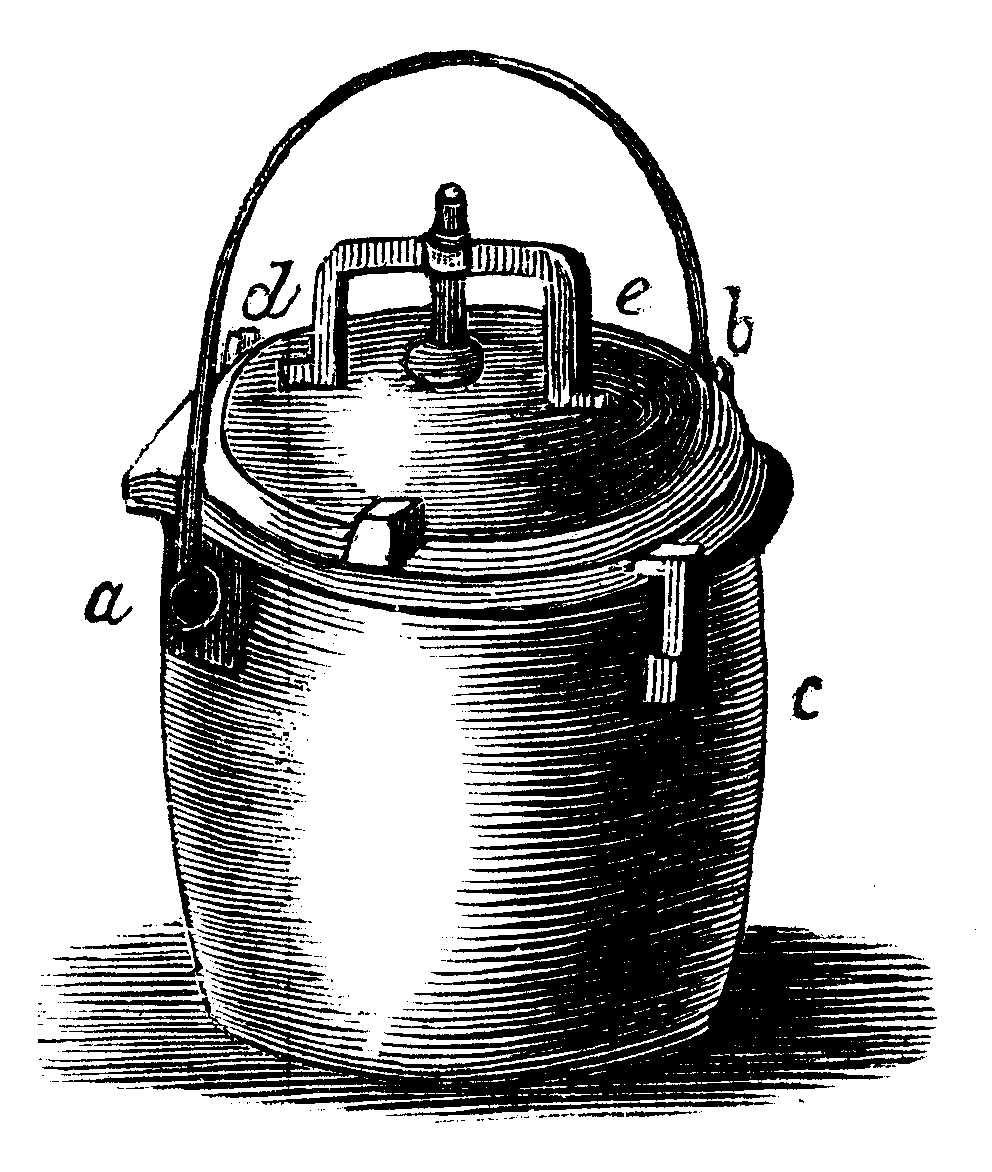
Ilustração da panela de pressão do século XIX.

Outros projetos de panela de pressão foram desenvolvidos durante os séculos XIX e XX. Em 1864, a fábrica do alemão Georg Gutbrod desenvolveu panelas em ferro fundido estanhado. 
Em 1910, Indumadhab Mallick inventou a panela de pressão, que ficou popular como panela ICMIC. Ela podia cozinhar arroz, legumes e vegetais no vapor muito rapidamente e foi usada por solteiros.
Em 1919, a Espanha concedeu a patente da panela de pressão a José Alix Martínez, de Saragoça, nomeada por ele como olla exprés ("panela rápida", em português), sob a patente número 71143 do Boletín Official de la Propiedad Industrial.
Em 1935, foi introduzida na Índia a panela de pressão Automa, empregada por montanhistas que tentavam escalar o Monte Everest, para cozinhar em grandes altitudes.
A panela de pressão se popularizou durante o século XX com o americano Alfred Vischler, que em 1938 criou um modelo para uso doméstico chamado Flex-Seal Speed Cooker, em Nova York. Já em 1939 a empresa National Pressure Cooker Company, depois renomeada como National Presto Industries, apresentou seu próprio modelo na Feira Mundial de Nova York. Era feita de alumínio e com a tampa de encaixe fácil de fechar, o que tornava mais fácil o cozimento e exigia menos tempo.

### Grandes altitudes
Uma panela de pressão pode ser usada para compensar a baixa pressão atmosférica em grandes altitudes. O ponto de ebulição da água cai aproximadamente 1 °C a cada 294 metros de altitude, com o que no topo do monte Everest, por exemplo (8 848 m), ele seja de 70 °C. Sem o uso de uma panela de pressão, os alimentos podem ficar crus, como descrito por Charles Darwin em “A Viagem do Beagle” (capítulo XV, 20 de março de 1835).
Tendo cruzado os Peuquenes [Piuquenes], nós descemos por uma região montanhosa, intermediária entre as duas cordilheiras principais, e então tratamos do nosso acampamento para a noite. Nós estávamos agora na república de Mendoza. A elevação provavelmente não era de menos de 11 000 pés (3 400 metros) [...]. No lugar em que dormimos, a água necessariamente fervia, devido à menor pressão da atmosfera, a uma temperatura menor do que ela faz em um local menos alto; o caso é o inverso daquele da marmita de Papin. Logo, as batatas, depois de ficar algumas horas na água fervente, estavam quase tão duras como antes. O pote foi deixado no fogo por toda a noite, mas mesmo assim as batatas não estavam cozidas.
Quando se cozinha com pressão em grandes altitudes, os tempos de cozimento precisam ser aumentados em aproximadamente 5% para cada 300 metros acima da elevação 610 metros. Como os reguladores trabalham com a pressão diferencial entre a pressão no interior e a do ambiente, a pressão absoluta no interior de uma panela de pressão será sempre inferior em grandes altitudes.
O peso é uma preocupação para os mochileiros, então as panelas de pressão para montanhismo são projetadas para operar a uma pressão diferencial menor do que as unidades domésticas. Isto permite a utilização de materiais mais finos e, portanto, mais leves. Geralmente, o objetivo é elevar a temperatura interna o suficiente para tornar o cozimento possível e para economizar combustível, reduzindo a perda de calor pela fervura. Panelas de pressão leves de até 1,5 litros e pesando 1,28 quilos estão disponíveis para os montanhistas. Os xerpas frequentemente usam panelas de pressão nos acampamentos.

## Funcionamento
Ao fechar a panela, ela já contém uma quantidade de ar, que está com a pressão igual à atmosférica. Visto que nela há uma borracha que veda a panela, ao aquecermos, os vapores de água vão aumentando e seu escape fica impedido. Desse modo, a pressão do ar aprisionado se soma com a dos vapores, fazendo com que a pressão interna se torne ainda maior. Com uma alta pressão, o líquido entra em ebulição em uma temperatura mais alta e cozinha mais rapidamente os alimentos.

## Segurança
Esse tipo de panela possui uma tampa que veda hermeticamente o seu interior, por isso, existem válvulas para controle da pressão e uma válvula de segurança, que se rompe abaixo da pressão máxima que a panela suporta, para que escape o vapor e permita a utilização segura.
Contrariamente ao que se pensa, este tipo de panela não pode ser usado para criação e preservação de comidas enlatadas, pois a sua temperatura e pressão maiores podem não ser suficientes para destruir todos os tipos de micro-organismos com segurança durante o processo de enlatamento.